# Pseuduvarus
Pseuduvarus es un género de coleópteros adéfagos de la familia Dytiscidae. 

## Especies
- Pseuduvarus secundus	Bilardo & Rocchi 2002
- Pseuduvarus vitticollis	(Boheman 1848)